# KIIS-FM

Ehemaliges Logo von 2002–2012

KIIS-FM ist eine Radiostation aus Amerika mit Sendegebiet rund um Los Angeles. Bestandteil des Musikprogramms sind vor allem aktuelle Hits. Der Eigentümer des Senders ist iHeartMedia. KIIS-FM ist unter dem Namen 102.7 KIIS-FM und als einer der erfolgreichsten Top-40-Radiosender in Amerika bekannt. 2007 erhielt KIIS-FM den Preis Beste Radiostation 2007 in der Kategorie Hit/Radio/Top 40 nationale Radiosender.
KIIS-FM besitzt außerdem eine HD-Radio-Lizenz, über die der zweite Sender 102.7 KIIS-FM HD2 ausgestrahlt wird.
Laut Radio and Records ist KIIS-FM einer der profitabelsten Radiosender in Amerika. 2008 machte das Unternehmen einen Umsatz von 66,3 Millionen US-Dollar.
KIIS-FM war in den Jahren 1981 bis 2004 das Heimat-Radio von Rick Dees. Aktueller Moderator ist Ryan Seacrest, dessen Sendung On Air with Ryan Seacrest auch auf mehr als 150 Radiosendern in den Vereinigten Staaten und Kanada ausgestrahlt wird.
Seit 1998 veranstaltet KIIS-FM jährlich, meistens im Mai oder Juni, ein ganztägiges Konzert, den „Wango Tango“.
Zudem veranstaltet KIIS-FM seit 2010 jährlich im Dezember unter dem Namen Jingle Ball ein Konzert. 2012, als es erstmals an zwei Tagen stattfand, traten unter anderem Taylor Swift, Justin Bieber, Flo Rida und Psy auf.